# Koziczyn (województwo lubuskie)
Koziczyn (niem. Steinbockwerk) – kolonia w Polsce położona w województwie lubuskim, w powiecie słubickim, w gminie Cybinka.
W latach 1975–1998 miejscowość administracyjnie należała do województwa zielonogórskiego.
Miejscowość położona jest przy drodze lokalnej Koziczyn – Maczków.
Przed 1945 r. była tu fabryka celulozy. Przez wieś przepływa rzeka Pliszka, będąca szlakiem kajakowym. W pobliżu wsi znajdują się dwa jeziora: Głębokie i Supno.

## Zabytki

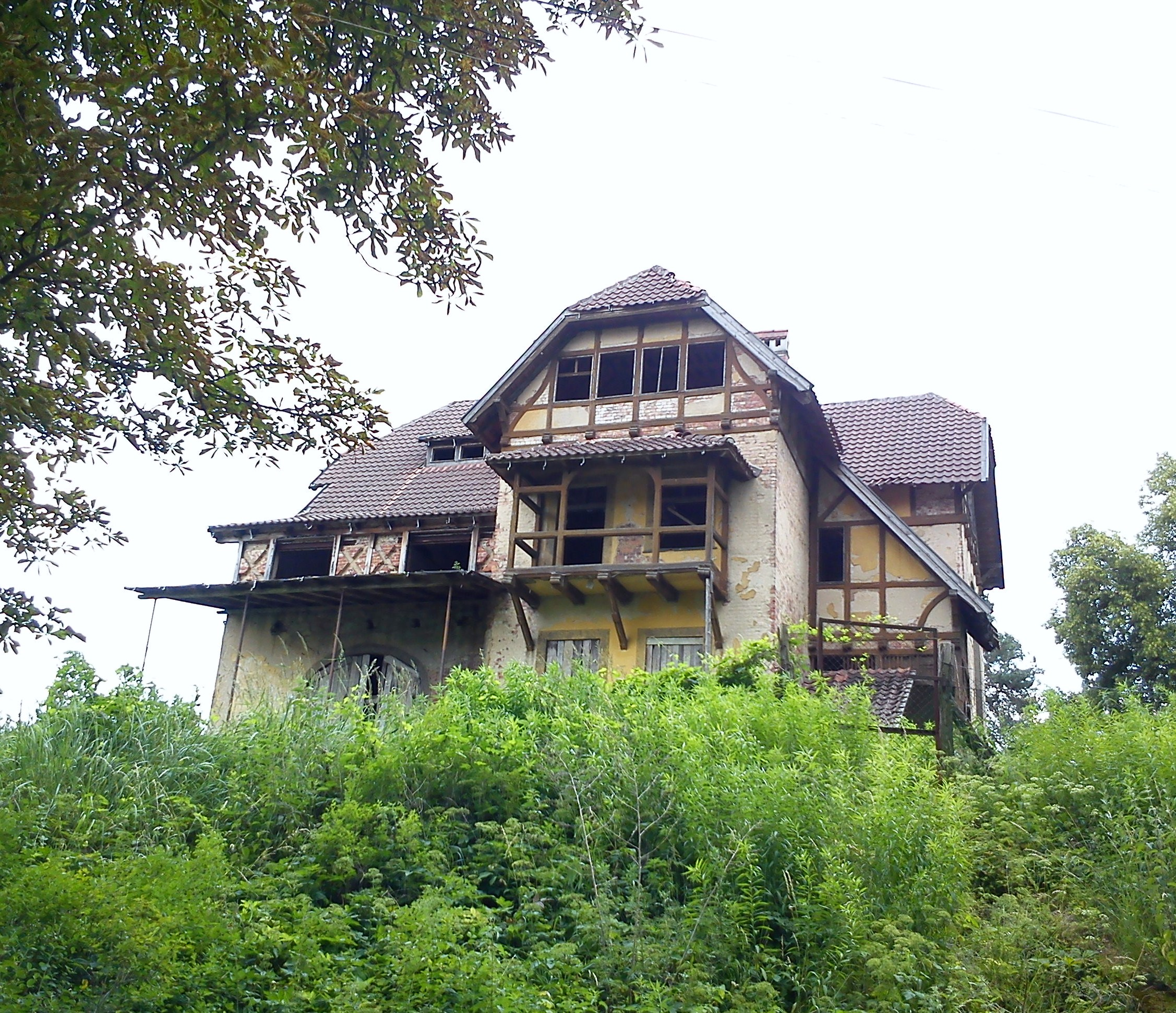
Zabytkowa willa w ruinie, 2012 r.

Do wojewódzkiego rejestru zabytków wpisane są:
- willa, z połowy XIX wieku
- park.